# Tabardilla
Tabardilla es el nombre de una variedad cultivar de manzano (Malus domestica). Esta manzana es originaria de Galicia, está cultivada en la colección de árboles frutales y banco de germoplasma de Mabegondo con el N.º 174; ejemplares procedentes de esquejes localizados en Santa María de Roo, parroquia del municipio de Noya (La Coruña).

## Sinónimos
- "Manzana Tabardilla",[4][5]
- "Maceira Tabardilla".

## Características
El manzano de la variedad 'Tabardilla' tiene un vigor vigoroso. Tamaño grande y porte erguido.
Época de inicio de brotación a partir del 31 de marzo y de floración a partir del 22 de abril.
Las hojas tienen una longitud del limbo de tamaño medio, con la máxima anchura del limbo es media. Longitud de las estípulas es media y la máxima anchura de las estípulas es media. Denticulación del borde del limbo es serrado, con la forma del ápice del limbo agudo y la forma de la base del limbo es agudo. Con subestípulas presentes.
Sus flores tienen una longitud de los pétalos es corta, con una anchura de los pétalos estrecha, disposición de los pétalos en contacto entre sí, con una longitud del pedúnculo media.
La variedad de manzana 'Tabardilla' tiene un fruto de tamaño medio, de forma oblonga, de color amarillo, con chapa lavada, e intensidad pálida. Epidermis de textura rugosa, con pruina en su superficie y con presencia de cera nula. Sensibilidad al "russeting" (pardeamiento áspero superficial que presentan algunas variedades) sensible. Con lenticelas de tamaño mediano.
Los sépalos están dispuestos de forma parcialmente replegados, y superpuestos en su base; su fosa calicina es poco profunda y de una anchura estrecha. Pedúnculo de grosor estrecho y de longitud medio, siendo la cavidad peduncular de una profundidad poco profunda y de anchura estrecha. Con pulpa de color crema, cuya firmeza es intermedia y su textura intermedia; su jugosidad es intermedia, con sabor de acidez débil, y aromática.
Época de maduración y recolección desde el 29 de agosto. 'Tabardilla' es una manzana que su destino es la conservación de esta variedad en el banco de germoplasma de Mabegondo como reserva genética.

## Susceptibilidades
- Oidio: ataque medio
- Moteado: no presenta
- Raíces aéreas: no presenta
- Momificado: ataque débil
- Pulgón lanígero: ataque débil
- Pulgón verde: ataque débil
- Araña roja: no presenta
- Chancro del manzano: no presenta.[3]